# Comuna de Ropa
Ropa (polaco: Gmina Ropa) é uma gminy (comuna) na Polónia, na voivodia de Pequena Polónia e no condado de Gorlicki. A sede do condado é a cidade de Ropa.
De acordo com os censos de 2004, a comuna tem 5051 habitantes, com uma densidade 102,9 hab/km².

## Área
Estende-se por uma área de 49,09 km², incluindo:
- área agrícola: 59%
- área florestal: 34%

## Demografia
Dados de 30 de Junho 2004:
|                      | Total   | Total | Mulheres | Mulheres | Homens  | Homens |
| -------------------- | ------- | ----- | -------- | -------- | ------- | ------ |
|                      | pessoas | %     | pessoas  | %        | pessoas | %      |
| População            | 5051    | 100   | 2524     | 50       | 2527    | 50     |
| Densidade (pop./km²) | 102,9   | 100   | 51,4     | 51,4     | 51,5    | 51,5   |

De acordo com dados de 2002, o rendimento médio per capita ascendia a 1344,35 zł.

## Subdivisões
- Klimkówka
- Łosie
- Ropa

## Comunas vizinhas
- Gorlice, Grybów, Grybów, Uście Gorlickie